# Maxomys pagensis
Maxomys pagensis é uma espécie de roedor da família Muridae.
Apenas pode ser encontrada na Indonésia.